# Герцберг, Иосиф
Иосиф Герцберг (1802, Могилёв-Подольский ― 1870, там же) ― российский писатель еврейского происхождения, переводчик на иврит.

## Биография
Иосиф Герцберг родился в 1802 году в Могилёве, городе на Украине за чертой оседлости. Активно занимался самообразованием и уже в молодости освоил русский, немецкий, французский и английский языки. Основным занятием, который приносил ему доход, была торговля.
Иосиф Герцберг считается одним из наиболее видных пионеров просвещения среди евреев в Юго-Западном крае Российском империи. Он внёс значительный вклад в организацию периодических изданий на иврите. Один из его наиболее важных трудов ― перевод «Гармонии природы» Жака-Анри Бернарда де Сен-Пьера, опубликованный в Вильно под названием «Сефер сулем ха-тева» (1850) с одобрения Исаака Баера Левинзона. Герцберг также перевёл на иврит «Утренние часы, или лекции о существовании Бога» Моисея Мендельсона, «Критику чистого разума» Иммануила Канта, «Палестину» Соломона Мунка и некоторые тома «Истории евреев» Генриха Граца. Умер в 1870 году в Могилёве. После себя оставил рукописи стихов, объединённые в сборник «Алуммат Йосеф», который, однако, при жизни не был опубликован.